# Robot SCARA

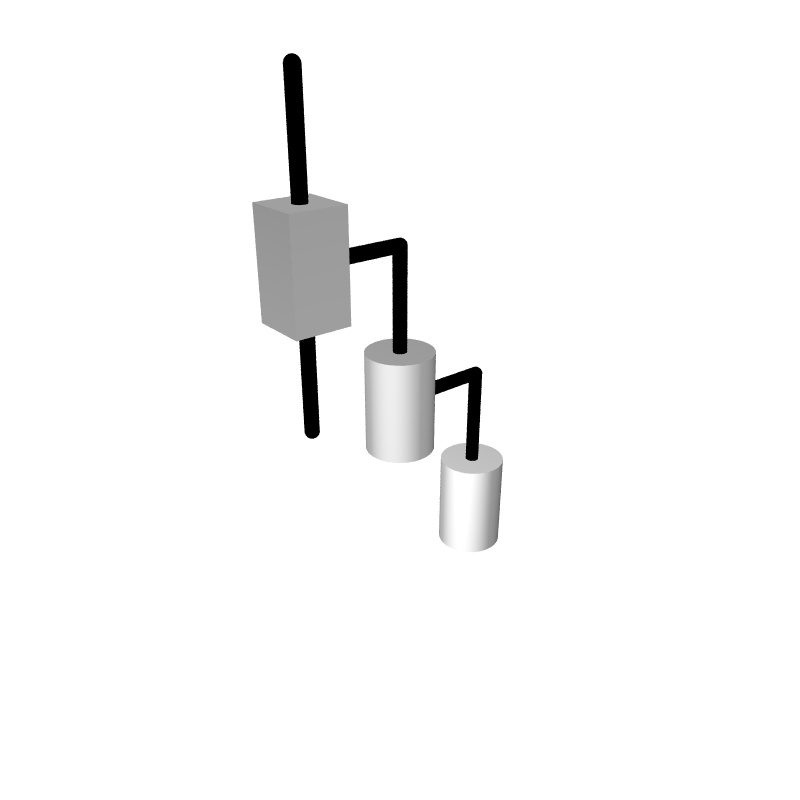
Esquema cinemático de un brazo robótico SCARA

Un SCARA (acrónimo que responde por sus siglas en inglés a Selective Compliant Assembly Robot Arm o Selective Compliant Articulated Robot Arm) es un robot de cuatro grados de libertad con posicionamiento horizontal. Los Robots SCARA se conocen por sus rápidos ciclos de trabajo, excelente repetitividad, gran capacidad de carga y su amplio campo de aplicación.
En 1981, Sankyo Seiki, Pentel y NEC presentaron un concepto completamente nuevo para robots de ensamblaje. El robot fue desarrollado bajo las pautas de Hiroshi Makino, un profesor de la Universidad de Yamanashi, y se le dio el nombre de Selective Compliance Assembly Robot Arm ( SCARA). Su brazo era rígido en el eje "z" y flexible en los ejes "x" e "y", lo que le permitía adaptarse a los huecos en dichos ejes.
Los SCARAs son generalmente más rápidos y sencillos que los sistemas comparables de robots cartesianos. Su montaje en un pedestal simple requiere de una pequeña superficie ocupada y proporciona una fácil forma de montaje. Por otro lado, los SCARAs pueden ser más caros que los sistemas comparables de robots cartesianos y el software de control que requiere es más complejo, aunque este software viene integrado con el SCARA y suele ser transparente al usuario final.